# Film prodotti da Fox 2000 Pictures
Di seguito sono elencati i film prodotti e/o distribuiti da Fox 2000 Pictures suddivisi per decenni:

## Anni 1990
- Il coraggio della verità (Courage Under Fire) (1996)
- Un giorno... per caso (One Fine Day) (1996)
- Innocenza infranta (Inventing the Abbotts) (1997)
- Vulcano - Los Angeles 1997 (Volcano) (1997)
- I sapori della vita (Soul Food) (1997)
- Il mio campione (A Cool, Dry Place) (1998)
- La sottile linea rossa (The Thin Red Line) (1998)
- L'insaziabile (Ravenous) (1999)
- Mai stata baciata (Never Been Kissed) (1999)
- Falso tracciato (Pushing Tin) (1999)
- Lake Placid (1999)
- Bangkok, senza ritorno ( Brokedown Palace) (1999)
- Fight Club (1999)
- Una voce per gridare (Light It Up) (1999)
- La mia adorabile nemica (Anywhere but Here) (1999)
- Anna and the King (1999)

## Anni 2000
- Per una sola estate (Here on Earth) (2000)
- Sunset Strip (2000)
- Men of Honor - L'onore degli uomini (Men of Honor) (2000)
- Qualcuno come te (Someone Like You) (2001)
- L'amore infedele - Unfaithful (Unfaithful) (2002)
- Drumline - Tieni il tempo della sfida (Drumline) (2002)
- In linea con l'assassino (Phone Booth) (2003)
- Chasing Papi (2003)
- Abbasso l'amore (Down with Love) (2003)
- Tre ragazzi e un bottino (Catch That Kid) (2004)
- Man on Fire - Il fuoco della vendetta (Man on Fire) (2004)
- Nascosto nel buio (Hide and Seek) (2005)
- L'amore in gioco (Fever Pitch) (2005)
- In Her Shoes - Se fossi lei (In Her Shoes) (2005)
- Quando l'amore brucia l'anima - Walk the Line (Walk the Line) (2005)
- La neve nel cuore (The Family Stone) (2005)
- Aquamarine (2006)
- Il diavolo veste Prada (The Devil Wears Prada) (2006)
- Piccolo grande eroe (Everyone's Hero) (2006)
- Un'ottima annata - A Good Year (A Good Year) (2006)
- Alvin Superstar (Alvin and the Chipmunks) (2007)
- 27 volte in bianco (27 Dresses) (2008)
- Io & Marley (Marley & Me) (2008)
- Bride Wars - La mia migliore nemica (Bride Wars) (2009)
- New York (2009)
- A proposito di Steve (All About Steve) (2009)
- Alvin Superstar 2 (Alvin and the Chipmunks: The Squeakquel) (2009)

## Anni 2010
- Il mio nome è Khan (My Name is Khan) (2010)
- Percy Jackson e gli dei dell'Olimpo: Il ladro di fulmini (Percy Jackson & the Olympians: The Lightning Thief) (2010)
- Diario di una schiappa (Diary of a Wimpy Kid) (2010)
- Ramona e Beezus (Ramona and Beezus) (2010)
- Amore & altri rimedi (Love & Other Drugs) (2010)
- Le cronache di Narnia - Il viaggio del veliero (The Chronicles of Narnia: The Voyage of the Dawn Treader) (2010)
- Diario di una schiappa 2 - La legge dei più grandi (Diary of a Wimpy Kid: Rodrick Rules) (2011)
- Come l'acqua per gli elefanti (Water for Elephants) (2011)
- Monte Carlo (2011)
- Un anno da leoni (The Big Year) (2011)
- Alvin Superstar 3 (Alvin and the Chipmunks: Chipwrecked) (2011)
- Diario di una schiappa - Vita da cani (Diary of a Wimpy Kid: Dog Days) (2012)
- Chasing Mavericks - Sulla cresta dell'onda (Chasing Mavericks) (2012)
- Vita di Pi (Life of Pi) (2012)
- Percy Jackson e gli dei dell'Olimpo - Il mare dei mostri (Percy Jackson: Sea of Monsters) (2013)
- The Counselor - Il procuratore (The Counselor) (2013)
- Storia di una ladra di libri (The Book Thief) (2013)
- Monuments Men (The Monuments Men) (2014)
- Colpa delle stelle (The Fault in Our Stars) (2014)
- La risposta è nelle stelle (The Longest Ride) (2015)
- Poltergeist (2015)
- Città di carta (Paper Towns) (2015)
- Il ponte delle spie (Bridge of Spies) (2015)
- Alvin Superstar - Nessuno ci può fermare (Alvin and the Chipmunks: The Road Chip) (2015)
- Joy (2015)
- Le spie della porta accanto (Keeping Up with the Joneses) (2016)
- Il diritto di contare (Hidden Figures) (2016)
- Diario di una schiappa - Portatemi a casa! (Diary of a Wimpy Kid: The Long Haul) (2017)
- Il domani tra di noi (The Mountain Between Us) (2017)
- Love, Simon (2018)
- Il coraggio della verità - The Hate U Give (The Hate U Give) (2018)
- Atto di fede (Breakthrough) (2019)
- Attraverso i miei occhi (The Art of Racing in the Rain) (2019)

## Anni 2020
- La donna alla finestra (The Woman in the Window) (2021)